# Хауссер, Пауль
Пауль Ха́уссер (нем. Paul Hausser, 7 октября 1880 — 21 декабря 1972) — немецкий военный деятель, генерал-лейтенант Рейхсвера (1932), оберстгруппенфюрер СС и генерал-полковник войск СС (1944). Один из создателей и руководителей войск СС.

## Биография

### Ранние годы

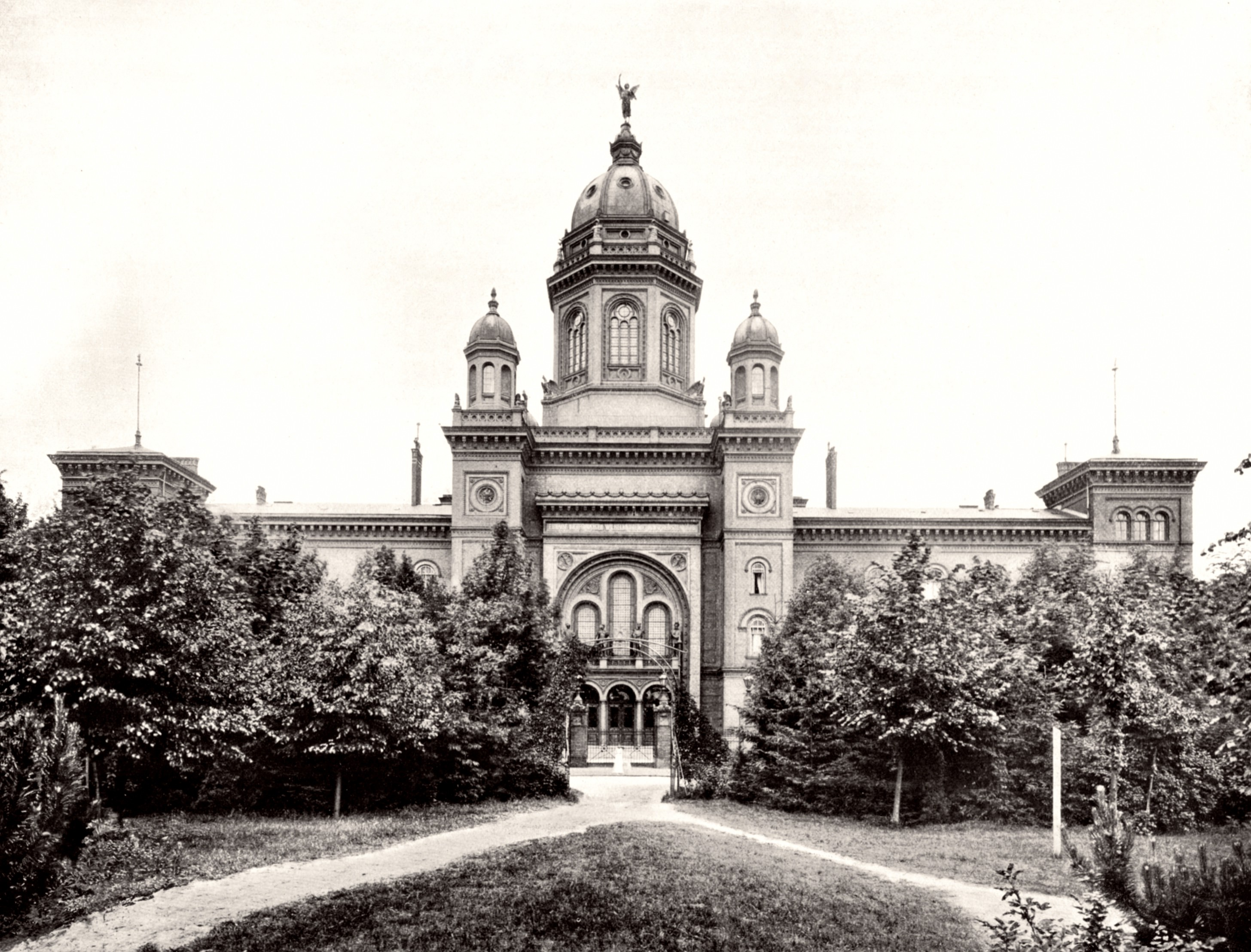
Прусский кадетский корпус в Гросс-Лихтерфельде в 1900 году.

Родился в 1880 году в Бранденбурге в семье прусского военного, майора Германской императорской армии Курт Хауссера и его жены Анны Хауссер (урожденной Отто). Пошёл по стопам отца, окончив кадетское училище Берлин — Лихтерфельде (1892—1896) и кадетскую академию (1896—1899).
В 1892 году, в возрасте 12 лет, он поступил в Прусский кадетский корпус в Кёслине. Затем перевёлся в Королевский прусский главный кадетский корпус (нем. Königlich Preußische Hauptkadettenanstalt) в Гросс-Лихтерфельде близ Берлина. Это был центральный кадетский корпус прусской армии в период с 1882 по 1920 год.
В 1899 году Хауссер окончил кадетскую академию в звании фанен-юнкера. В марте 1899 года был произведен в офицеры, получил звание лейтенанта. 20 марта 1899 года Хауссер был отправлен в 155-й пехотный полк прусской армии, расквартированный в Острау близ Позена. Служил батальонным адъютантом, затем полковым адъютантом.
27 января 1902 года, в свой день рождения, император Вильгельм II издал указ, что подразделения, которые ранее были организованы без регионального обозначения, должны были получить дополнительное название для лучшей дифференциации и установления традиции. С этого момента полк получил обозначение 7-й Западно-Прусский пехотный полк № 155.
В 1907 году, спустя 8 лет строевой службы, поступил в Прусскую военную академию в Берлине. В августе 1909 года повышен до обер-лейтенанта. В 1909-1912 годах служил авиационным наблюдателем в военно-морской авиации. В 1912 году окончил военную академию.
В 1912 году получил назначение в Генеральный штаб. 9 ноября 1912 года женился на Элизабет Герард (нем. Elisabeth Gerard) (1891—1979).
22 марта 1913 года произведён в гауптманы (капитаны).
В марте 1914 года в чине гауптмана (капитана) назначен начальником штаба полка кронпринца Рупрехта Баварского.

### Первая мировая война
Во время Первой мировой войны Хауссер служил на различных штабных должностях как на Западном, так и на Восточном фронтах. Получил 9 немецких и австро-венгерских орденов. К концу войны он был майором в службе Генерального штаба (нем. Major i. G.).
После Компьенского перемирия 1918 года, он участвовал в Пограничной охране Востока, которая была развернута против польских территориальных устремлений. С подписанием Версальского договора эти подразделения были расформированы.

### Между войнами
Согласно Версальскому мирному договору 1919 года, численность немецкой армии (рейхсвера) была сильно уменьшена, но Хауссера сокращения не коснулись. С 1920 года Хауссер на службе в рейхсвере в качестве кадрового офицера. Сначала в качестве первого офицера генерального штаба (Ia) в 5-й бригаде Рейхсвера, а с 1922 года в составе Wehrkreiskommando II.
В 1927 году он получил чин полковника.
31 января 1932 года, в возрасте 51 года, вышел в отставку в звании генерал-лейтенанта.
Как и многие военные, Хауссер разделял правые взгляды. Он вступил в правую организацию ветеранов рейхсвера «Стальной шлем». С февраля 1933 года по апрель 1934 года Хауссер возглавлял Берлинско-Бранденбургское отделение «Стального шлема» в Берлине и провинции Бранденбург. Руководителем «Стального шлема» с момента его основания в 1918 году был Франц Зельдте. В июне 1932 года Зельдте стал рейхсминистром труда в правительстве Франца фон Папена. Он остался на своём посту при формировании 30 января 1933 года правительства Адольфа Гитлера. После выборов в рейхстаг 5 марта 1933 года и прихода к власти нацистов лидер «Стального шлема» Франц Зельдте 27 апреля вступил в гитлеровскую НСДАП. В 1933–1934 годах члены организации «Стальной шлем» постепенно влились в боевую организацию НСДАП — штурмовые отряды (СА). Летом 1933 года в состав штурмовых отрядов были включены участники «Стального шлема» в возрасте 18-35 лет, а в начале 1934 года в возрасте 36-45 лет.
В марте 1934 года 52-летний Хауссер был назначен командиром 25-й бригады резерва СА (Берлин-Бранденбург).
15 ноября 1934 года Пауль Хауссер вступил в ряды СС (получил SS-Nr. 239 795) в звании штандартенфюрера СС, и был назначен начальником создаваемого юнкерского училища СС в Брауншвейге. При этом членом НСДАП он стал только тремя годами позже, 1 мая 1937 года.
1 августа 1935 года Хауссер был назначен инспектором юнкерских школ СС. Под его контроль таким образом были поставлены все учебные заведения СС, готовившие офицерские кадры — юнкерские училища в Брауншвейге и Бад-Тёльце, а также Медицинская академия СС в Граце. В то же время Хауссер на первом этапе сохранил за собой непосредственное руководство училищем в Брауншвейге — пост начальника училища он занимал до 5 мая 1937 года.
1 июня 1936 года Хауссер, оставаясь инспектором юнкерских училищ СС (этот пост он оставил только 5 мая 1937 года), одновременно возглавил 1-е (оперативное) управление (Führungsamt) в составе Главного управления СС. 1 октября того же года полномочия Хауссера были ещё больше расширены, и он стал именоваться инспектором «частей усиления СС» (SS-Verfügungstruppe, SSVT), прообраза войск СС.

### Вторая мировая война
Во время польской кампании группенфюрер СС Хауссер, с августа по октябрь, был прикомандирован в качестве офицера связи частей усиления СС при штабе танковой дивизии «Кемпф», в которой помимо солдат вермахта служили эсэсовцы. 9 октября 1939 года была сформирована первая моторизированная пехотная дивизия, состоявшая целиком из солдат СС. Эту дивизию (позднее она получила название «Рейх»), положившую начало войскам СС, 19 октября возглавил Хауссер. Он командовал ею во время французской кампании в 1940-м и на первых этапах нападения на Советский Союз, 8 августа 1941 года был награждён Рыцарским крестом Железного Креста.
С июня по 15 августа 1940 года одновременно командуя дивизией, являлся начальником Командного управления войск СС в составе Главного оперативного управления СС.
Во время наступления на Можайск 14 октября 1941 года в ожесточённом бою на Бородинском поле против 32-й стрелковой дивизии Хауссер был тяжело ранен — потерял глаз — и на несколько месяцев выбыл из строя.
После лечения, с 28 мая 1942 года Хауссер недолгое время служил в штабе, а 14 сентября получил в командование 2-й танковый корпус СС в составе трёх танковых дивизий СС. Во время боев за Харьков в феврале 1943 года он открыто ослушался Гитлера и вывел войска из города, чтобы избежать окружения. За невыполнение приказа Гитлер задержал уже одобренное присвоение Хауссеру знака Дубовых листьев к его Рыцарскому кресту до июля 1943 года. В марте 1943 года корпус СС перешёл в контрнаступление и вновь захватил город (См. Третья битва за Харьков). Хауссер получил Дубовые листья 28 июля 1943 года.
Во время битвы на Курской дуге под началом Хауссера находились 1-я танковая дивизия СС «Лейбштандарте-СС Адольф Гитлер», 2-я танковая дивизия СС «Рейх» и 3-я танковая дивизия СС «Тотенкопф».
После высадки союзников во Франции Хауссер с 28 июня по 20 августа 1944 года командовал 7-й армией в Нормандии. 1 августа 1944 получил звания оберстгруппенфюрера и генерал-полковника войск СС. В конце августа 1944 года во время битвы под Фалезом, в ходе которой большая часть 7-й армии была окружена и разгромлена войсками союзников, Хауссер был вновь тяжело ранен. 26 августа получил Рыцарский крест с Дубовыми листьями и Мечами. Вернулся на фронт в январе 1945 в качестве командующего группой армий «Верхний Рейн» (23 — 29 января 1945), затем группой армий «G» (29 января — 2 апреля 1945). В начале апреля 1945 года был назначен специальным уполномоченным по вопросам безопасности и порядка на Юге (3 апреля — 8 мая 1945). 8 мая 1945 года, когда Германия капитулировала, сдался войскам США.

### После войны
На Нюрнбергском процессе Хауссер выступал в качестве свидетеля защиты. Ему не было предъявлено обвинений в совершении тяжких военных преступлений, и он был освобождён после двух лет трудовых лагерей. В послевоенное время Хауссер активно участвовал в деятельности Общества взаимопомощи бывших членов войск СС (ХИАГ) и был автором многих статей для его журнала «Зов викинга». В 1953 году Хауссер выпустил книгу «Войска СС в действии» (нем. Waffen-SS im Einsatz), которую в 1966 году дополнил и переименовал в «Солдаты, как и все остальные» (нем. Soldaten wie andere auch). Одна из глав книги названа «СС — преступная организация» и посвящена возражениям против несправедливых, по мнению автора, обвинений в адрес военнослужащих войск СС.
Скончался Хауссер 21 декабря 1972 года в возрасте 92 лет, в ФРГ. На похороны пришли тысячи его бывших подчиненных.

## Запрет книги Хауссера в России
В 2007 г. в России вышла книга «Чёрная гвардия Гитлера. Ваффен-СС в бою». Половина книги состояла из работы российского публициста К. Залесского, посвящённой Ваффен-СС, другая половина книги состояла из воспоминаний П. Хауссера. Решением Кузьминского районного суда г. Москвы от 6 ноября 2008 года книга была признана экстремистским материалом, запрещена и внесена в Федеральный список экстремистских материалов под № 374.

## Присвоение воинских званий
- кадет (1892)
- лейтенант (20 марта 1899)
- обер-лейтенант (19 августа 1909)
- гауптман (1 марта 1914)
- майор (22 марта 1918)
- оберст-лейтенант (1 апреля 1923)
- оберст (1 ноября 1927)
- генерал-майор (1 февраля 1931)
- генерал-лейтенант (31 января 1932)
- штандартенфюрер СА (1 марта 1934)
- штандартенфюрер СС (15 ноября 1934)
- оберфюрер СС (1 июля 1935)
- бригадефюрер СС (22 мая 1936)
- группенфюрер СС (1 июня 1939) и генерал-лейтенант войск СС (19 ноября 1939)
- обергруппенфюрер СС и генерал войск СС (1 октября 1941)
- оберстгруппенфюрер СС и генерал-полковник войск СС (1 августа 1944)

## Награды и знаки отличия
- Железный крест 2-го класса (1914) (Королевство Пруссия)
- Железный крест 1-го класса (зима 1915/16) (Королевство Пруссия)
- Королевский орден Дома Гогенцоллернов рыцарский крест с мечами (Королевство Пруссия)
- Орден «За военные заслуги» 4-го класса с мечами (Королевство Бавария)
- Ордена Альбрехта рыцарский крест 1-го класса с мечами (Королевство Саксония)
- Ордена Фридриха рыцарский крест 1-го класса с мечами (Королевство Вюртемберг)
- Крест Фридриха 2-го класса (Герцогство Ангальт)
- Орден Железной короны (Австро-Венгрия) 3-го класса с военными отличием (11 июля 1918)
- Крест Военных заслуг (Австро-Венгрия) 3-го класса с военным отличием
- Почётный крест Первой мировой войны 1914/1918 с мечами (1934)
- Пряжка к Железному кресту 2-го класса (27 сентября 1939)
- Пряжка к Железному кресту 1-го класса (17 мая 1940)
- Рыцарский крест Железного креста
  - Рыцарский крест (8 августа 1941)
  - Дубовые Листья (№ 261) (28 июля 1943)
  - Мечи (№ 90) (26 августа 1944)
- Знак за ранение в серебре (9 мая 1942)
- Золотой партийный знак НСДАП (30 января 1943)